# Thamniella subporotrichoides
Thamniella subporotrichoides là một loài Rêu trong họ Lembophyllaceae. Loài này được Broth. & Geh. mô tả khoa học đầu tiên năm 1898.